# شهرستان کوپچینو
شهرستان کوپچینو (به لاتین: Kupchino district) یک بافت تاریخی در روسیه است.